# Victoria Ostrzeszów
KP Victoria Ostrzeszów – polski klub piłkarski z Ostrzeszowa założony w 1920 roku, występujący w sezonie 2023/2024 w V lidze (grupie wielkopolskiej III).

## Podstawowe informacje

### Zarząd
- Prezes: Andrzej Sikora
- Wiceprezesi: Marcin Obsadny, Sławomir Grondowy, Tomasz Śmieiński
- Członkowie: Andrzej Sikora, Anna Gołdyn, Wiesław Trzciński

### Komisja Rewizyjna
- Przewodniczący: Bogdan Wasielewski
- Członkowie: Paweł Pawlak, Tadeusz Kucharski

### Stadion
- Pojemność: 2000
- Miejsca zadaszone: 150
- Oświetlenie: jest
- Wymiary: 104 m x 69 m

## Obecny skład

### Piłkarze
| Nr | Poz. | Piłkarz            |
| -- | ---- | ------------------ |
|    | BR   | Damian Grondowy    |
|    | BR   | Mikołaj Glinkowski |
|    | OB   | Kornel Skorzybót   |
|    | OB   | Patryk Pasiak      |
|    | OB   | Paweł Paroń        |
|    | OB   | Kacper Hoffgunst   |
|    | OB   | Marek Gandecki     |
|    | OB   | Przemysław Dubiel  |
|    | OB   | Łukasz Wiącek      |
|    | OB   | Michał Domagalski  |
|    | PO   | Kacper Lepka       |

| Nr | Poz. | Piłkarz                |
| -- | ---- | ---------------------- |
|    | PO   | Mikołaj Obsadny        |
|    | PO   | Eryk Młoczyński        |
|    | PO   | Remigiusz Pastucha     |
|    | PO   | Robert Skrobacz        |
|    | PO   | Marek Szymanowski      |
|    | PO   | Maciej Mikulski        |
|    | PO   | Mateusz Kucharski      |
|    | PO   | Sebastian Jędrzejewski |
|    | PO   | Radosław Dolata        |
|    | NA   | Michał Mazurek         |

### Sztab szkoleniowy
- Trener: Michał Giecz
- Trener bramkarzy: Sławomir Grondowy
- Kierownik drużyny: Aleksander Stawiński

(stan na 21 sierpnia 2021)

## Ostatnie sezony
2007/08 – Kaliska Klasa Okręgowa – 7. miejsce (42pkt)
2008/09 – Kaliska Klasa Okręgowa – 8. miejsce (41pkt)
2009/10 – Kaliska Klasa Okręgowa – 2. miejsce (67pkt) – awans do IV ligi po wygranych barażach
2010/11 – IV liga gr. płd. – 13. miejsce (33pkt) – ostateczne utrzymanie
2011/12 – IV liga gr. płd. – 6. miejsce (49pkt)
2012/13 – IV liga gr. płd. – 5. miejsce (53pkt)
2013/14 – IV liga gr. płd. – 12. miejsce (35pkt)
2014/15 – IV liga gr. płd. – 9. miejsce (39pkt)
2015/16 – IV liga gr. płd. – 8. miejsce (40pkt)
2016/17 – IV liga gr. płd. – 6. miejsce (45pkt)
2017/18 – IV liga gr. płd. – 9. miejsce (42pkt) – spadek
2018/19 – V liga (międzyokręgowa, grupa: Kalisz-Konin) – 1. miejsce (77pkt) – awans do IV ligi
2019/20 – IV liga gr. wielkopolska – 8. miejsce (27pkt)
2020/21 – IV liga gr. wielkopolska – 14. miejsce (45 pkt)
2021/22 – IV liga gr. wielkopolska – 18. miejsce (17 pkt) – spadek
2022/23 – V liga gr. wielkopolska III – 13. miejsce (22 pkt)
2023/24 – V liga gr. wielkopolska III – 14. miejsce (14 pkt)
2024/25 – V liga gr. wielkopolska III – 16. miejsce (3 pkt) – spadek

## Poprzednie nazwy
- Towarzystwo Piłki Nożnej Ruina Ostrzeszów
- Związkowy Klub Sportowy Budowlani
- Spójnia Ostrzeszów
- Klub Sportowy Piast

## Sukcesy
- Gra w III lidze centralnej w sezonach 1991/92 i 1992/93
- Puchar Polski, OZPN Kalisz – 1989
- Finalista Puchar Polski, OZPN Kalisz – 1991
- Gra w IV lidze wielkopolskiej (gr. południowa) w latach 2010-2017
- Puchar im. Józefa Goli – KOZPN (Bralin-2006)
- Puchar Starosty Ostrzeszowskiego (2003, 2004, 2006, 2007, 2008, 2009, 2012, 2016)
- Puchar im. gen. E. Pastuszka – KOZPN (Kępno-2013)
- Finał Memoriału E. Pastuszka (Szczury-2012) 1:1 k. 3:4 z Centrą Ostrów Wlkp.